# Бера-Мум
Бера-Мум (перс. بره موم) — село в Ірані, у дегестані Альвір, у бахші Харкан, шахрестані Зарандіє остану Марказі. За даними перепису 2006 року, його населення становило 69 осіб, що проживали у складі 21 сім'ї.

## Клімат
Середня річна температура становить 10,55 °C, середня максимальна – 29,54 °C, а середня мінімальна – -11,50 °C. Середня річна кількість опадів – 249 мм.
| Клімат поселення                              | Клімат поселення | Клімат поселення | Клімат поселення | Клімат поселення | Клімат поселення | Клімат поселення | Клімат поселення | Клімат поселення | Клімат поселення | Клімат поселення | Клімат поселення | Клімат поселення | Клімат поселення |
| Показник                                      | Січ.             | Лют.             | Бер.             | Квіт.            | Трав.            | Черв.            | Лип.             | Серп.            | Вер.             | Жовт.            | Лист.            | Груд.            |                  |
| Середній максимум, °C                         | 4,77             | 6,50             | 10,34            | 17,10            | 22,26            | 28,24            | 29,54            | 29,23            | 24,82            | 18,50            | 11,94            | 6,20             |                  |
| Середня температура, °C                       | −3,36            | −1,63            | 2,20             | 8,97             | 14,13            | 20,12            | 23,88            | 23,55            | 19,14            | 12,82            | 6,28             | 0,52             |                  |
| Середній мінімум, °C                          | −11,5            | −9,77            | −5,92            | 0,83             | 6,01             | 11,98            | 18,21            | 17,89            | 13,47            | 7,15             | 0,60             | −5,14            |                  |
| Норма опадів, мм                              | 31               | 33               | 47               | 38               | 31               | 5                | 2                | 1                | 0                | 11               | 20               | 30               |                  |
| Середньомісячна швидкість вітру, м/с          | 1.50             | 2.40             | 3.01             | 3.11             | 2.66             | 2.44             | 2.44             | 2.33             | 2.19             | 2.08             | 1.71             | 1.31             |                  |
| Середньомісячна сонячна радіація, кДж/м²·день | 8825             | 11547            | 14272            | 17808            | 21910            | 26330            | 25996            | 23609            | 20129            | 14558            | 10564            | 8613             |                  |
| --------------------------------------------- | ---------------- | ---------------- | ---------------- | ---------------- | ---------------- | ---------------- | ---------------- | ---------------- | ---------------- | ---------------- | ---------------- | ---------------- | ---------------- |
| Джерело:                                      |                  |                  |                  |                  |                  |                  |                  |                  |                  |                  |                  |                  |                  |